# Петрило (војвода)
Петрило је био војвода из друге половине 11. века, који је ратовао у служби српских владара Михаила и Бодина из династије Војислављевића. За време словенског устанка против византијске власти (1072) заповедао је делом Бодинове војске. Након пропасти устанка вратио се у Михаилову државу.

## Биографија
Након великог пораза Византије у бици код Манцикерта (1071), у јужнословенским областима под царском влашћу почео се припремати устанак изазван пореском политиком логотета Нићифорице. Главни извор за историју тог устанка је дело анонимног Скиличиног настављача. Устаници су за вођу изабрали Константина Бодина, сина српског владара Михаила Војислављевића, који је устаницима послао одред од 300 српских војника под војсковођом Петрилом. Устаничке вође су се окупиле у Призрену, где је дошао и Ђорђе Војтех из Скопља, најугледнији првак међу тамошњим устаницима. Бодин је почетком јесени 1072. године проглашен за цара под именом Петар. Византијски стратег Бугарске кренуо је да угуши устанак, али је у међувремену смењен. Нови намесник претрпео је пораз у коме је изгубио живот. Устаници су заузели Скопље, након чега се устаничка војска дели у две скупине. Бодин је кренуо према Нишу, а Петрило према југу заузимајући Охрид и Девол. Напао је и Костур, али је поражен, те се морао спасити бекством у Дукљу, код Михаила. Неки старији истраживачи су покушали да поистовете војводу Петрила са Петриславом, који се у позном Летописа попа Дукљанину помиње као син Михаила и брат Бодина, али то поистовећивање није наишло на шире прихватање у науци.